# Население Венесуэлы

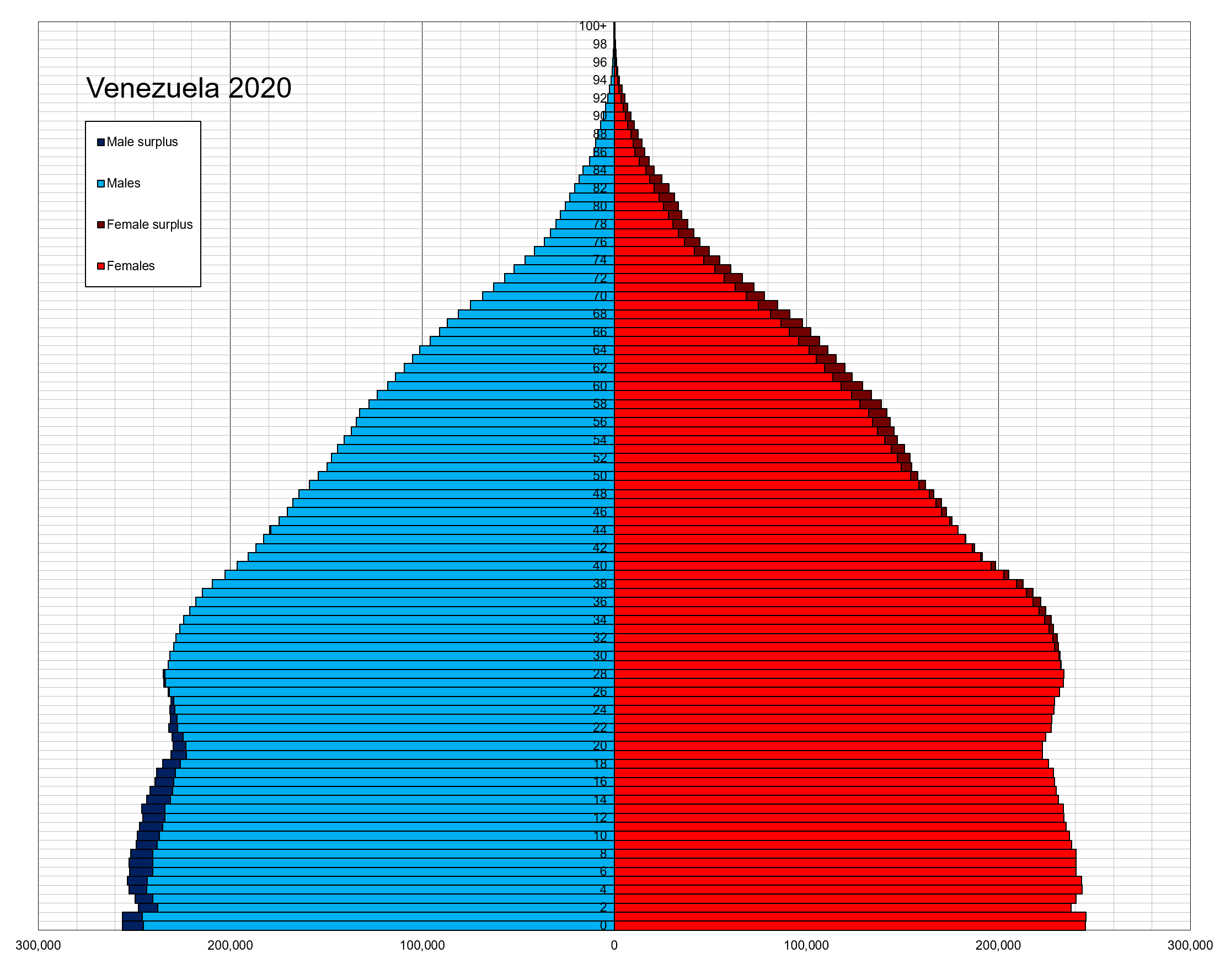
Возрастно-половая пирамида населения Венесуэлы на 2020 год

Согласно переписи 2001, численность населения Венесуэлы составила 28 515 829 чел. (2019 г.) человека. Основное население страны — венесуэльцы. Численность индейцев составляет 511784 человека (2000 год). Не менее 3/4 населения обитает в узкой полосе береговых горных гряд, тянущихся вдоль побережья Карибского моря от колумбийской границы до дельты Ориноко. Ещё 15 % жителей сосредоточено в нефтеносном районе вокруг озера Маракайбо. Рождаемость в Венесуэле, по данным на 2003, составляла около 19,78 на 1000 человек, смертность — около 5 на 1000, а естественный прирост населения — 1,48 % в год. По среднему прогнозу, население страны к 2100 году составит — 31,5 млн человек. Ожидаемая продолжительность жизни в стране составляет — 70,78 лет у мужчин и 77,70 у женщин.
Население Венесуэлы выросло с 766 тысяч человек в 1823 году до 2,4 миллионов в 1920 году. Однако районы Гвианского нагорья оставались почти незаселенными вплоть до II мировой войны. Нехватка квалифицированных нефтяников на нефтепромыслах после войны вызвали приток инженеров и рабочих из-за границы. Кроме того, правительство стало вербовать переселенцев в Европе и в страну устремился поток иммигрантов, в особенности из Испании, Португалии и Италии. Однако попытка сельскохозяйственного освоения Гвианского нагорья не увенчалась большим успехом, плохо приспособленные к жизни в тропических лесах европейцы в конце концов осели в Каракасе, Маракайбо и в других городах. В настоящее время много переселенцев, как легальных, так и нелегальных, прибывает из Колумбии. Есть сведения, что в начале 1990-х годов более миллиона колумбийцев нелегально проживало в Венесуэле.

51 % жителей страны — метисы (потомки от браков белых, индейцев и негров), 43 % — белые (потомки переселенцев из Испании, Италии, Франции, Португалии), по 2 % — негры и индейцы, остальные 2 % — прочие этнические группы.

Метисы проживают повсеместно, белые преобладают в крупных городах, заметные негритянские общины есть только в Каракасе и окрестностях, а индейцы — это прежде всего, жители джунглей.

Венесуэльцы религиозны — католиками являются 80 % жителей страны, 13 % — протестанты (чаще всего евангелисты), атеисты и агностики — около 3 %, приверженцы иных религий и мировоззрений — 4 %.
Города. Венесуэла характеризуется высокой степенью урбанизации — 93 % населения проживает в городах. Крупнейший город — Каракас с населением 3,051 млн человек — расположен в живописной долине в прибрежной горной области. Второй по величине город — Маракайбо с населением 2,153 млн человек. Когда-то это было скопление примитивных хижин, сооруженных на сваях, теперь же Маракайбо стал современным городом и крупнейшим центром нефтедобычи. К юго-западу от Каракаса находится Валенсия, центр скотоводства и молочной промышленности, с населением 903 тыс. человек. По данным переписи 1990, более 200 тыс. человек проживало в городах Барселона, Баркисимето, Сьюдад-Боливар, Кумана, Маракай, Матурин, Петаре и Сан-Кристобаль.
В отличие от этих относительно густонаселённых районов, южная часть страны, от рек Апуре и Ориноко до бразильской и колумбийской границ, никогда не имела значительного населения. В этих районах, где высокие каменистые плато чередуются с сухими низкотравными степями и густыми лесами, плотность населения нигде не превышает 2-3 человек на 1 км². Населенные пункты по большей части представляют собой несколько домов на берегу реки.